# Сорокодуби (Хмельницький район)
Сорокодуби —  село в Україні, у Красилівській міській громаді Хмельницького району Хмельницької області. Населення становить 296 осіб.

## Історія
Перша писемна згадка датується 9 вересням 1517 року. Раніше село називалося інакше — Заметинці, і розташовувалося в іншому місці — при в’їзді через місточок у сучасні Сорокодуби. Село, на період коли припадала перша документальна згадка про нього, було не там, де стоїть нині, а на півтора кілометра далі в сторону Великої Клітни. Зруйноване внаслідок набігу татар.
Існує дві версії походження назви села: 1-ша версія — назва «Сорокодуби» походить від того, що в селі був великий панський садок, в якому росло сорок дубів, в рядок один біля одного. 2-га версія стосується легенди, згідно з якою, після спустошення села татарами «двоє хоробрих мужі» в дубовому гаї вирубали рівно сорок дубів для зведення нових хат.
До 1753 року належало князям Острозьким. З 1753 року — власність Сапіг.
У 10-20 роках ХІХ ст. в селі була епідемія холери. Вдруге навідалася вона в ці місця у 1831—1835 роках, що видно з метричних актів про померлих — смертність різко зросла. Втретє в селі епідемія холери була у 1873 році. Жертвами її стали 40 сільчан.
У кінці ХІХ століття в Сорокодубах налічувалось 62 оселі. У 1905—1907 рр. в селі побудовано Петропавлівську церкву.

## Наш час
19 травня 2016 року у с. Сорокодуби відкрито меморіальну дошку, встановлену на колишній садибі поета-воїна Володимира Булаєнка, яку з Донеччини привіз його молодший брат Віктор Крачковський.
В ніч з 11 на 12 червня 2016 року на Донбасі загинув уродженець села, боєць «Правого сектору» Юрій Гнатюк.
Бійці 2-ї тактичної групи ДУК «Правий сектор» доставили загиблого на Шахті «Бутівка» побратима на малу батьківщину, в рідне село, де герою і віддали останню шану.

## Відомі земляки
- Булаєнко Володимир Дмитрович (1918—1944) — український поет.
- Гнатюк Юрій Вікторович (1990—2016) — український воїн, доброволець, боєць "Правого сектору" з псевдо "Гуцул". Загинув на Донбасі.

## Галерея

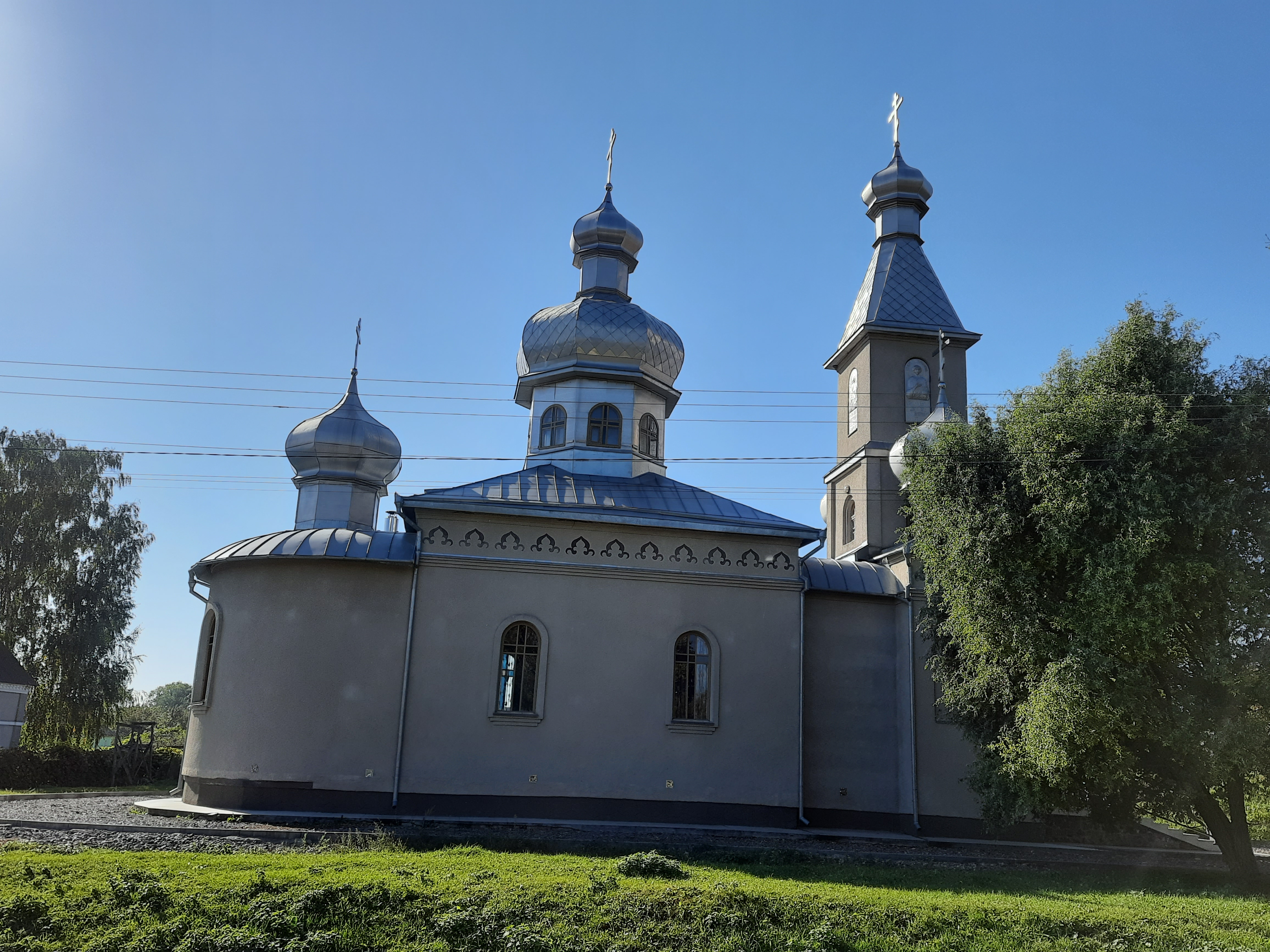
Петропавлівська церква
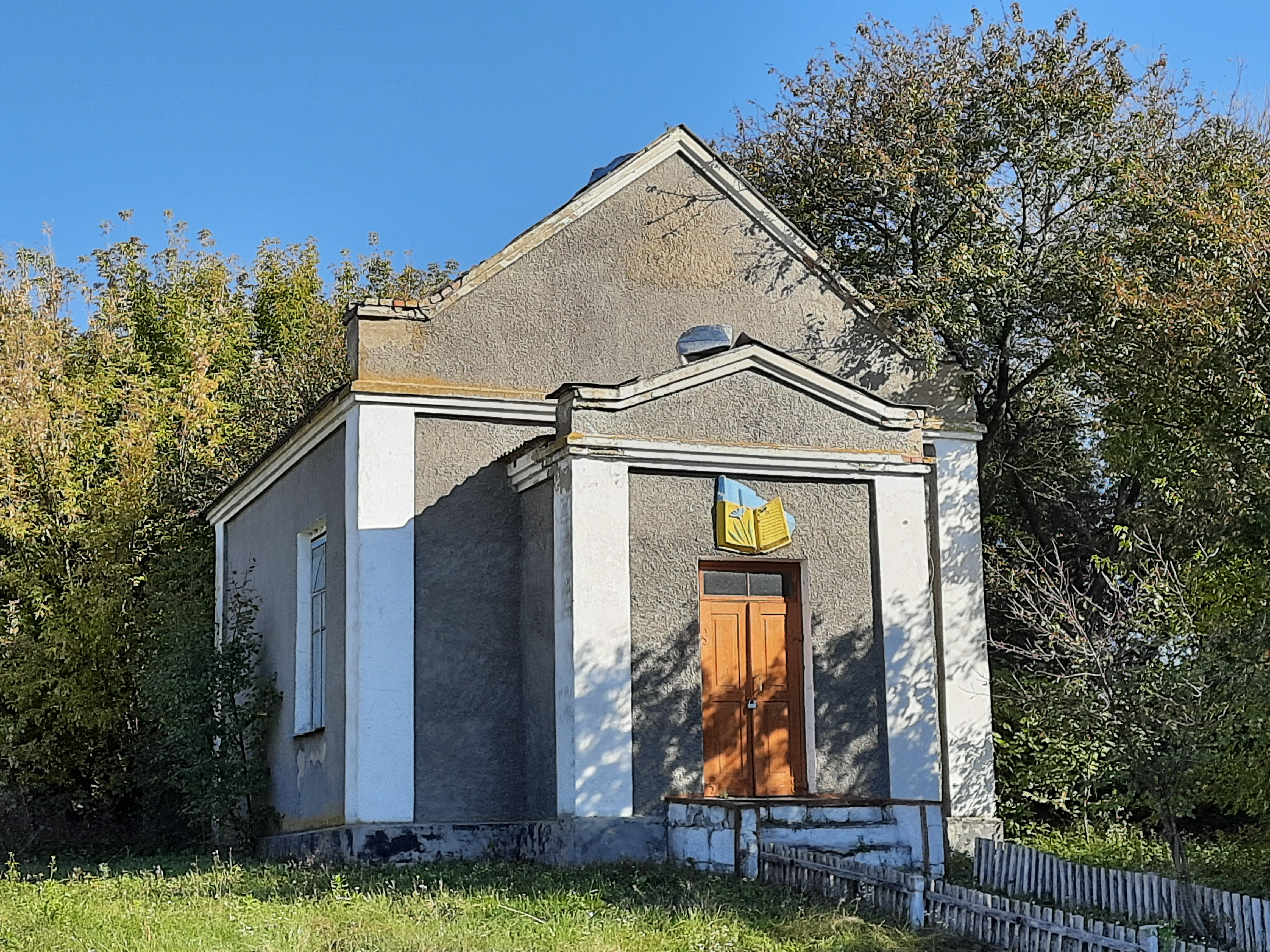
Клуб
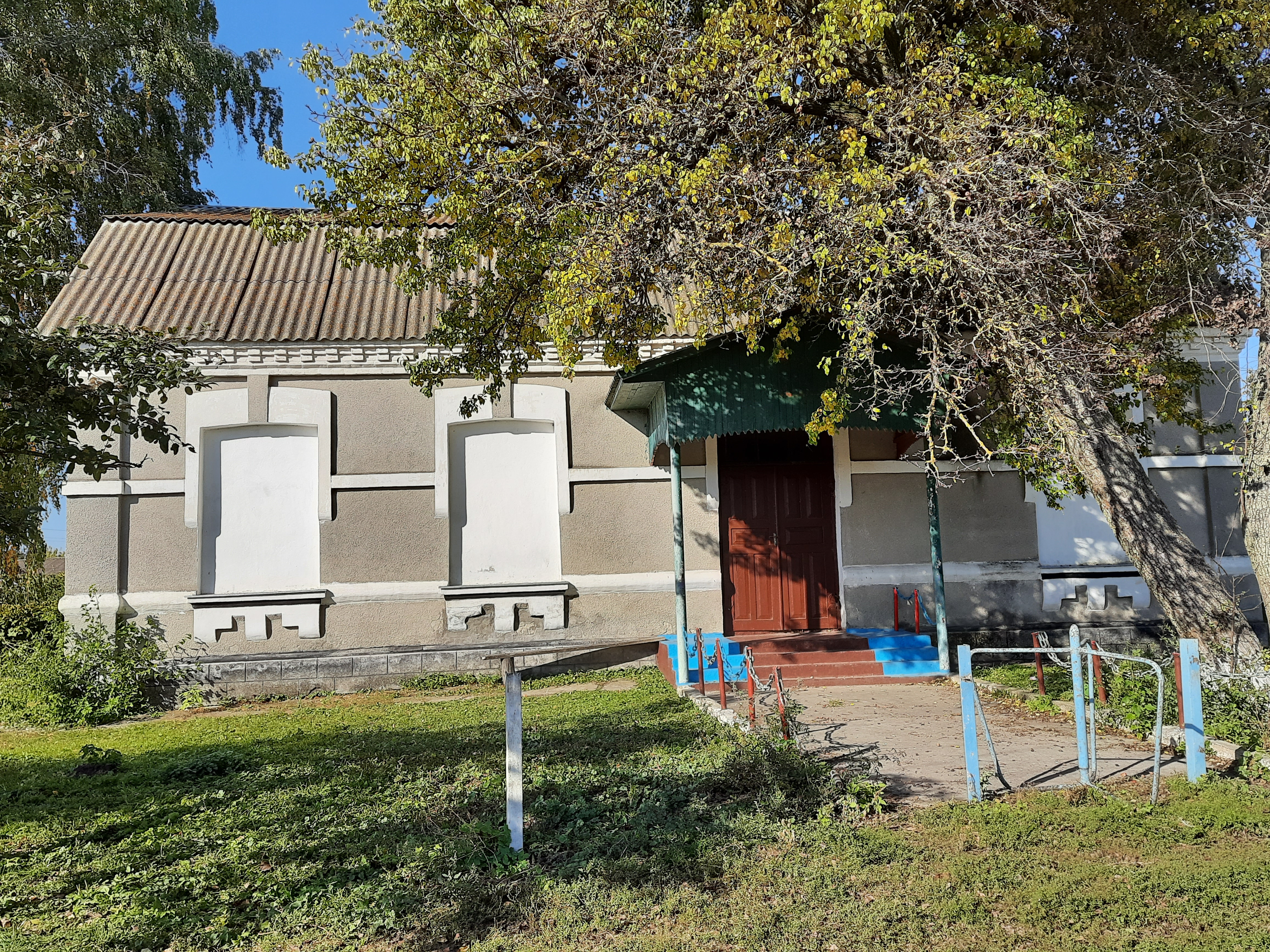
Крамниця
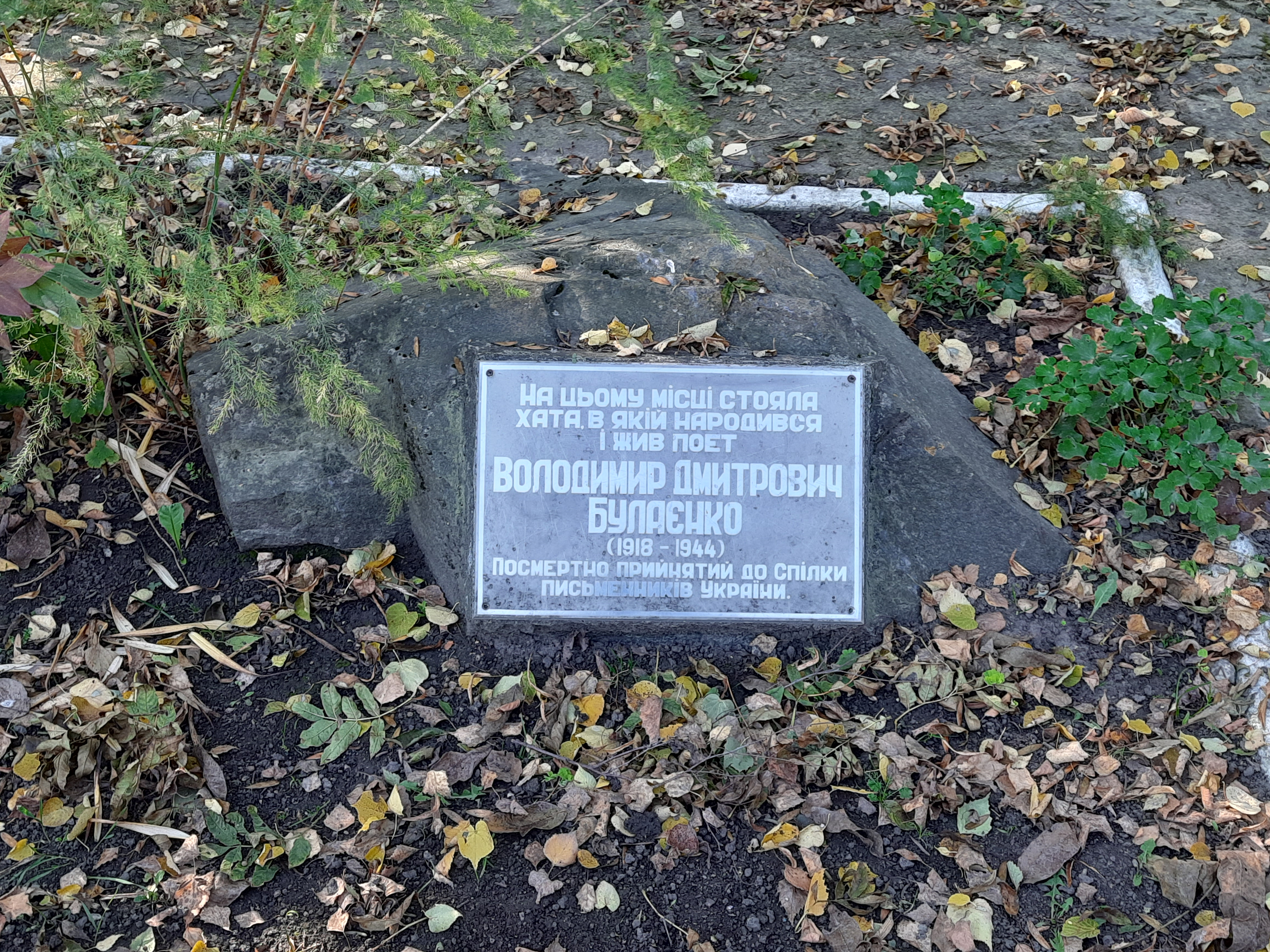
Пам'ятний знак на місці, де стояла хата письменника В. Булаєнка